# Крэк!
«Крэк!» (англ. Crack!) — литография в стиле поп-арт, созданная американским художником Роем Лихтенштейном в 1963 году. Она выполнена в стиле комикса с использованием техники Бен-Дей и текстового баллона. «Крэк!» использовался в маркетинговых материалах для одной из ранних выставок Лихтенштейна. Она также входит в число произведений художника, связанных с батальным жанром и монокулярным зрением.

## История
Все билеты на первую персональную выставку Роя Лихтенштейна в Галерее Лео Кастелли в Нью-Йорке в феврале 1962 года были проданы ещё до её открытия. На выставке, которая проходила с 10 февраля по 3 марта 1962 года, были представлены картины «Обручальное кольцо», «Блям» и «Холодильник». После выставки на Западном побережье США, в Галерее Ферус в Лос-Анджелесе с 1 по 27 апреля 1963 года, в Галерее Лео Кастелли прошла вторая персональная выставка Лихтенштейна, где помимо работы «Крэк!» также были представлены его произведения «Бу-ух!», «Тонущая девушка», «Торпеда… Огонь!», «Бейсбольный тренер», «В машине» и «Разговор».
Работа получила название по ономатопеическому слову «Crak», изображённому на ней графически. Она представляет собой офсетную литографию на лёгкой белой тканой бумаге. Согласно данным Фонда Лихтенштейна «Крэк!» был маркетинговым плакатом, который был создан для объявления о выставке Лихтенштейна в галерее Лео Кастелли 28 сентября — 24 октября 1963 года. Фонд отмечает, что работа иногда датируется 1964 годом с пронумерованными оттисками, вписанными и отражающими эту дату.
На созданном методом трафаретной печати изображена женщина в берете, стреляющая из винтовки. Лихтенштейн за основу для этой работы взял рисунок из комикса, написанного Бобом Хейни и проиллюстрированного Джеком Абелем, «Star Spangled War Stories» № 102 (апрель/май 1962 года). Художник изменил его, заменив насыпь из песка штабелем мешков с песком. Лихтенштейн также выделил главную героиню, убрав ряд элементов переднего плана и обрезав фон.
По мнению историка искусств Майкла Лобеля, монокулярное зрение служит мотивом, в котором субъект изображён спереди таким образом, чтобы представить оба своих глаза зрителю, но при этом у него один глаз закрыт или иным образом затемнён, в отличие от тех, где субъект изображён в профиль. Лобель стал первым, кто начал анализировать распространённую в искусстве Лихтенштейна тему монокуляра, которую также можно обнаружить в таких работах художника, как «Торпеда… Огонь!» и «Я вижу всю комнату… Но в ней никого нет!». Также в литографии «Крэк!» выделяют тему «машины и воплощённого видения», которая также прослеживается в таких произведениях Лихтенштейна, как «Ладно, горячая штучка, ладно!», «Брататат!» и «Лётчик-истребитель».